# Croton neuwiedii
Espèce
Croton neuwiedii est une espèce de plantes à fleurs du genre Croton et de la famille des Euphorbiaceae présente au nord-est du Brésil (Fazenda de Baretto).
Il a pour synonyme :
- Oxydectes neuwiedii, (Müll.Arg.) Kuntze